# Mouthiers-sur-Boëme
Mouthiers-sur-Boëme és un municipi francès situat al departament del Charente i a la regió de la Nova Aquitània. L'any 2007 tenia 2.442 habitants.

## Demografia

### Població
El 2007 la població de fet de Mouthiers-sur-Boëme era de 2.442 persones. Hi havia 984 famílies de les quals 220 eren unipersonals (101 homes vivint sols i 119 dones vivint soles), 372 parelles sense fills, 339 parelles amb fills i 53 famílies monoparentals amb fills.
La població ha evolucionat segons el següent gràfic:
Habitants censats

### Habitatges
El 2007 hi havia 1.064 habitatges, 1.014 eren l'habitatge principal de la família, 11 eren segones residències i 39 estaven desocupats. 972 eren cases i 41 eren apartaments. Dels 1.014 habitatges principals, 794 estaven ocupats pels seus propietaris, 197 estaven llogats i ocupats pels llogaters i 23 estaven cedits a títol gratuït; 48 tenien una cambra, 32 en tenien dues, 124 en tenien tres, 278 en tenien quatre i 533 en tenien cinc o més. 798 habitatges disposaven pel capbaix d'una plaça de pàrquing. A 353 habitatges hi havia un automòbil i a 557 n'hi havia dos o més.

### Piràmide de població
La piràmide de població per edats i sexe el 2009 era:
| Homes | Edats   | Dones |
| ----- | ------- | ----- |
| 0     | 95 o +  | 12    |
| 8     | 90 a 94 | 8     |
| 8     | 85 a 89 | 32    |
| 8     | 80 a 84 | 12    |
| 36    | 75 a 79 | 28    |
| 52    | 70 a 74 | 56    |
| 20    | 65 a 69 | 52    |
| 28    | 60 a 64 | 24    |
| 60    | 55 a 59 | 40    |
| 116   | 50 a 54 | 100   |
| 116   | 45 a 49 | 128   |
| 80    | 40 a 44 | 92    |
| 84    | 35 a 39 | 76    |
| 68    | 30 a 34 | 92    |
| 60    | 25 a 29 | 72    |
| 72    | 20 a 24 | 60    |
| 96    | 15 a 19 | 60    |
| 84    | 10 a 14 | 80    |
| 64    | 5 a 9   | 48    |
| 48    | 0 a 4   | 64    |

## Economia
El 2007 la població en edat de treballar era de 1.664 persones, 1.253 eren actives i 411 eren inactives. De les 1.253 persones actives 1.144 estaven ocupades (620 homes i 524 dones) i 108 estaven aturades (42 homes i 66 dones). De les 411 persones inactives 156 estaven jubilades, 120 estaven estudiant i 135 estaven classificades com a «altres inactius».

### Ingressos
El 2009 a Mouthiers-sur-Boëme hi havia 986 unitats fiscals que integraven 2.526 persones, la mediana anual d'ingressos fiscals per persona era de 19.129 €.

### Activitats econòmiques
Dels 75 establiments que hi havia el 2007, 2 eren d'empreses alimentàries, 8 d'empreses de fabricació d'altres productes industrials, 19 d'empreses de construcció, 9 d'empreses de comerç i reparació d'automòbils, 4 d'empreses de transport, 3 d'empreses d'hostatgeria i restauració, 5 d'empreses financeres, 3 d'empreses immobiliàries, 9 d'empreses de serveis, 5 d'entitats de l'administració pública i 8 d'empreses classificades com a «altres activitats de serveis».
Dels 26 establiments de servei als particulars que hi havia el 2009, 1 era una oficina de correu, 1 una oficina bancària, 3 tallers de reparació d'automòbils i de material agrícola, 3 paletes, 2 guixaires pintors, 1 fusteria, 4 lampisteries, 3 electricistes, 1 empresa de construcció, 4 perruqueries, 2 restaurants i 1 agència immobiliària.
Dels 7 establiments comercials que hi havia el 2009, 1 era una botiga de menys de 120 m², 2 fleques, 1 una carnisseria, 1 una botiga d'equipament de la llar, 1 una sabateria i 1 una floristeria.
L'any 2000 a Mouthiers-sur-Boëme hi havia 28 explotacions agrícoles que ocupaven un total de 1.368 hectàrees.

## Equipaments sanitaris i escolars
L'únic equipament sanitari que hi havia el 2009 era una farmàcia.
El 2009 hi havia 1 escola maternal i 1 escola elemental.

## Poblacions més properes
El següent diagrama mostra les poblacions més properes.